# Виконт Четвинд
Виконт Четвинд (англ. Viscount Chetwynd) из Бирхейвена в графстве Керри — наследственный титул в системе Пэрства Ирландии.

## История
Титул виконта Четвинда был создан 29 июня 1717 года для Уолтера Четвинда (1678—1736). Вместе с титулом виконта он получил титул барона Ратдауна в графстве Дублин в звании пэра Ирландии. Уолтер Четвид заседал в Палате общин Великобритании от Стаффорда (1702—1707, 1707—1711, 1712—1722, 1725—1734). Ему наследовал его младший брат, Джон Четвинд, 2-й виконт Четвинд (ок. 1680—1767), который заседал в Палате общин от Сент-Моуза (1715—1722), Стокбриджа (1722—1734) и Стаффорда (1738—1747), а также служил послом Великобритании в Турине (1706—1713) и Мадриде (1717—1718).
В 1767 году его преемником стал его младший брат, Уильям Четвинд, 3-й виконт Четвинд (1684—1770), который был членом парламента от Стаффорда (1715—1722, 1734—1770) и Плимута (1722—1727), а также занимал пост мастера монетного двора (1745—1769). Дворец-усадьба Ингестре-холл перешел во владение Кэтрин Четвинд, дочери 2-го виконта, чей сын Джон Четвинд-Талбот (1749—1793) стал 1-м графом Талботом. Ему наследовал его сын, 4-й виконт Четвинд (1721—1791), который представлял Стокбридж в Палате общин Великобритании. Его потомок, Годфри Джон Бойл Четвинд, 8-й виконт Четвинд (1863—1936), занимал должность директора оборонного завода «National Shell Filling Factory» в Чилвелле, пригороде Ноттингема, в Ноттингемшире во время Первой мировой войны. За свои заслуги в 1917 году он был награждён Орденом Кавалеров Почёта.
По состоянию на 2025 год, обладателем титула является его правнук, Адам Дуглас Четвинд, 11-й виконт Четвинд (род. 1969), который сменил своего отца в 2015 году.

## Виконтов Четвинд (1717)
- 1717—1736: Уолтер Четвинд, 1-й виконт Четвинд (3 июня 1678 — 21 февраля 1736), старший сын Джона Четвинд (до 1662—1702);
- 1736—1767: Джон Четвинд, 2-й виконт Четвинд (ок.  1680 — 21 июня 1767), младший брат предыдущего;
- 1737—1770: Уильям Четвинд, 3-й виконт Четвинд (1684 — 3 апреля 1770), младший брат предыдущего;
- 1770—1791: Уильям Четвинд, 4-й виконт Четвинд (25 ноября 1721 — 12 ноября 1791), младший сын предыдущего;
- 1791—1821: Ричард Четвинд, 5-й виконт Четвинд (29 сентября 1757 — 27 февраля 1821), четвёртый сын предыдущего;
- 1821—1879: Ричард Уолтер Четвинд, 6-й виконт Четвинд (13 декабря 1800 — 6 декабря 1879), единственный сын предыдущего;
- 1879—1911: Ричард Уолтер Четвинд, 7-й виконт Четвинд (26 июля 1823 — 23 января 1911), старший сын предыдущего;
- 1911—1936: Годфри Джон Бойл Четвинд, 8-й виконт Четвинд (3 октября 1863 — 22 марта 1936), второй сын капитана достопочтенного Генри Вейланда Четвинда (1829—1893), внук 6-го виконта Четвинда;
- 1936—1965: Адам Дункан Четвинд, 9-й виконт Четвинд (14 ноября 1904 — 12 июня 1965), старший сын предыдущего;
- 1965—2015: Адам Ричард Джон Кассон Четвинд, 10-й виконт Четвинд (2 февраля 1935 — 21 августа 2015), единственный сын предыдущего от первого брака;
- 2015 — настоящее время: Адам Дуглас Четвинд 11-й виконт Четвинд (род. 26 февраля 1969), старший сын предыдущего;
  - Наследник: Достопочтенный Коннор Адам Четвинд (род. 2001), старший сын предыдущего.